# Compainville
Compainville ist eine französische Gemeinde mit 166 Einwohnern (Stand 1. Januar 2022) im Département Seine-Maritime in der Region Normandie. Sie gehört zum Arrondissement Dieppe und zum Kanton Gournay-en-Bray. Die Einwohner werden Compainvillais genannt.

## Geographie
Compainville liegt in der Landschaft Pays de Bray am Fluss Béthune. Umgeben wird Compainville von den Nachbargemeinden Beaubec-la-Rosière im Westen und Südwesten, Beaussault im Nordosten, Gaillefontaine im Osten, Mesnil-Mauger im Nordwesten, Serqueux im Südwesten sowie Le Thil-Riberpré im Südosten.

## Bevölkerungsentwicklung
| Jahr      | 1962 | 1968 | 1975 | 1982 | 1990 | 1999 | 2007 | 2015 |
| Einwohner | 237  | 219  | 136  | 166  | 141  | 108  | 130  | 179  |

## Sehenswürdigkeiten
- Kirche Saint-Pierre-et-Saint-Marc aus dem 12. Jahrhundert
- Kriegerdenkmal
- Archäologische Ausgrabungsstätte von der Mühle Glinet.